# Valentina Babor

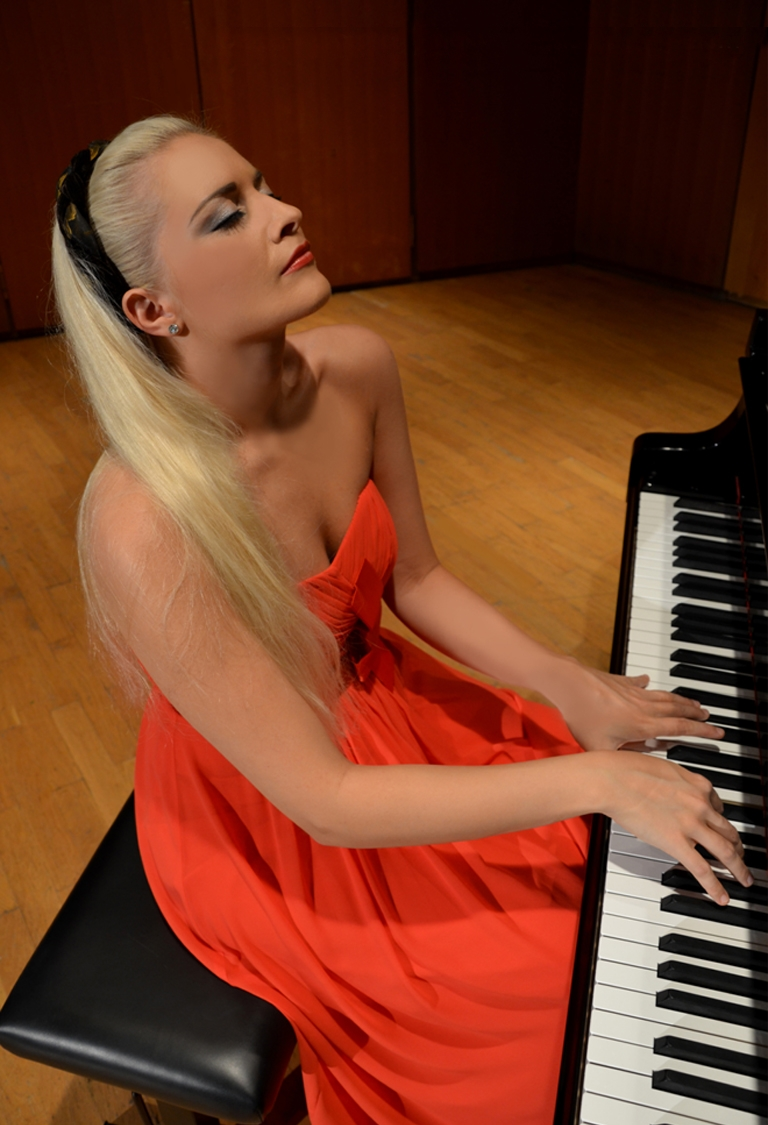
Valentina Babor, 2013

Valentina Babor (* 8. Juli 1989 oder 1990 in München) ist eine deutsche Pianistin.

## Leben
Babor entstammt einer Münchner Künstlerfamilie. Im Alter von fünf Jahren erhielt sie ihren ersten Klavierunterricht. Ihre Mutter ist Balletttänzerin, ihr Vater Architekt. Der Großvater väterlicherseits, Michael Babor, war Pianist und Gründer des Naturkosmetikunternehmens Babor.

## Karriere
Im Alter von zwölf Jahren wurde Babor am Mozarteum und am Institut für Hochbegabten-Förderung aufgenommen. Ihr Lehrer war unter anderem Karl-Heinz Kämmerling. Im Juni 2012 absolvierte sie ihr Solistendiplom bei Gerhard Oppitz an der Hochschule für Musik und Theater in München. Seit 2013 setzt sie ihr Studium als Masterschülerin bei dem finnischen Pianisten Antti Siirala fort.
Babor musizierte mit der Jungen deutschen Philharmonie, der Mitteldeutschen Kammerphilharmonie, der Neuen Philharmonie Frankfurt und dem Georgischen Kammerorchester Ingolstadt. Als Kammermusikerin musizierte sie mit Maximilian Hornung und Waleri Sokolow sowie mit dem Leipziger Streichquartett.
Babor uraufführte 2010 sämtliche Klavierwerke aus dem Buch der Sterne von Wilfried Hiller. Im Oktober 2011 gestaltete sie zusammen mit Solisten der Münchner Philharmoniker im Rahmen des Liszt-Festivals in München die Uraufführung des Klavierquintetts Rhapsodie Macabre von Graham Waterhouse. 2012 gründete sie zwei Kammermusik-Ensembles, das European Chamber Ensemble München und das Bellartis-Trio. Babor trat unter anderem bei dem Musikfestival Kissinger Sommer auf und spielte bei der Biennale di Venezia und im Palau de la Música Catalana.
Im Jahr 2012 veröffentlichte Babor in Zusammenarbeit mit Yury Revich das Album Russian Soul. Im Juli 2015 veröffentlichte sie ihr Debüt-Soloalbum Piano Princess, das von David Garrett arrangiert und produziert wurde.

## Preise und Auszeichnungen
Mit sechs Jahren erhielt sie einen ersten Preis bei Jugend musiziert. In den darauffolgenden Jahren gewann sie vier Mal einen ersten Preis bei Klavierwettbewerben und zwei weitere erste Bundespreise bei Jugend musiziert. Im Jahr 1999 wurde sie beim Münchner Klavierpodium der Jugend als „größte Nachwuchshoffnung des Jahres“ ausgezeichnet und erhielt im Jahr 2006 den Klassischen Förderpreis Rising Stars. Im März 2014 war sie für das Finale des international ausgeschriebenen Deutschen Pianistenpreises nominiert. Im Juni desselben Jahres erreichte sie im Rahmen des Festivals Note sul Mare auf Ischia beim International Piano Competition Ischia den ersten Platz.

## Diskografie
- 2012: Russian Soul (Zusammenarbeit mit Yury Revich)
- 2015: Piano Princess